# Capilar Americano

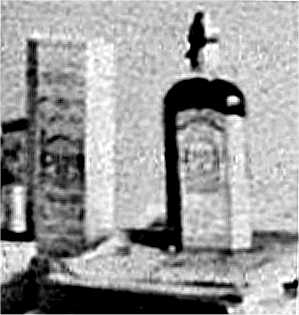
Capilar Americano
6 pesetas

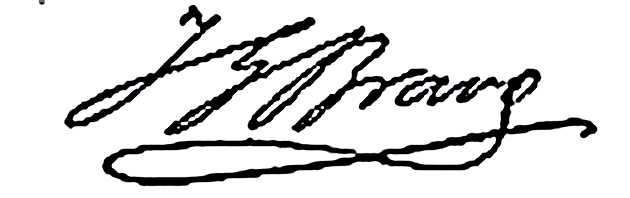
Firma autografa di Juan G. Bravo sulla confezione a garanzia dell'autenticità del prodotto

Capilar Americano è il nome dato a una lozione per i capelli a base vegetale inventata dal botanico spagnolo Antonio R. Mezquida, come da lui stesso affermato nell'inserzione pubblicitaria apparsa su La Vanguardia di Barcellona il 12 luglio 1908, data in cui compare citato per la prima volta questo prodotto cosmetico.
Con alterne vicende Capilar Americano è rimasto sul mercato spagnolo fino al 1930 per poi migrare in Argentina dove già nel 1929 a Buenos Aires c'era un rappresentante di questo marchio che in seguito sarà assimilato da altri del settore arrivando fino in Brasile dove si ha notizia di un "tonico Capilar Americano de Camacan".
Il lancio sul mercato spagnolo del Capilar Americano si dovette a Juan Garcia-Bravo, agente generale, che dal 1912 adottò le più moderne tecniche di marketing di ispirazione americana non solo allestendo uno studio, chiamato enfaticamente "American Clinica", prima in calle Valencia, 220, prl. e poi in Ronda San Antonio, 102
, Barcellona, Spagna, in cui si effettuavano applicazioni gratuite del prodotto a scopo dimostrativo, ma anche reclamizzando il prodotto sia sulla stampa che per le strade di Barcellona. Sembra che la sola vendita diretta a domicilio e per le strade di Barcellona, tramite un triciclo pubblicitario appositamente attrezzato, fruttasse 3.000 pesetas al giorno.
Dopo una pausa durata tutto il 1915, dovuta alla morte di Juan Garcia Bravo avvenuta nel novembre del 1914, il Capilar Americano ritorna sul mercato spagnolo.
Dal mese di dicembre del 1915  il Capilar Americano viene applicato nella  "American Clinica"  di calle Villarroel, 21, Barcellona, per essere rilevato alla fine del 1916 dal Dr. R. Saez Domenecq, medico specialista delle malattie genito-urinarie e della pelle con studio in piazza Buensuceso, 2, (junto a La Rambla), Barcellona, Spagna.
Dal 1919 il prodotto venne commercializzato dalla profumeria Icart di Barcellona, Spagna, fino al 1930, anno in cui sparisce dal mercato spagnolo.